# Ampithoe rubricata
Ampithoe rubricata är en kräftdjursart som först beskrevs av Montagu 1808. Enligt Catalogue of Life ingår Ampithoe rubricata i släktet Ampithoe och familjen Ampithoidae, men enligt Dyntaxa är tillhörigheten istället släktet Ampithoe och familjen Amphithoidae. Arten är reproducerande i Sverige. Inga underarter finns listade i Catalogue of Life.